# 底黑頭魚
底黑頭魚，為輻鰭魚綱黑头鱼目黑頭魚科的其中一種，為深海魚類，分布於東太平洋巴拿馬外海與祕魯海域，棲息深度2324-3060公尺，體長可達18公分，棲息在底層水域，生活習性不明。

## 扩展阅读
維基物種上的相關：底黑頭魚